# Phare de San Jerónimo
Le Phare de San Jerónimo est un phare inactif situé dans une forêt de pins dans la ville de Sanlúcar de Barrameda dans la province de Cadix en Andalousie (Espagne). Il marquait l'embouchure du Guadalquivir.

## Histoire
Ce phare a été conçu en 1894 par José Rosende et mis en service en 1897. C'est une tour cylindrique en brique rouge de 24 m de haut avec galerie (la lanterne a été enlevée).
Il est inactif depuis 1982.
Identifiant : ARLHS : SPA-340 .

### Lien connexe
- Liste des phares d'Espagne